# Xylopia latipetala
Xylopia latipetala là một loài thực vật thuộc họ Annonaceae. Đây là loài đặc hữu của Tanzania. Chúng hiện đang bị đe dọa vì mất môi trường sống.